# Mokuʻaeʻae
Mokuʻaeʻae ist eine kleine, unbewohnte Insel vor der Nordküste Kauaʻis im Archipel von Hawaii. Sie liegt nur etwa 100 m nördlich der Nordspitze Kauaʻis, unweit des Leuchtturms Kīlauea Point Lighthouse, und stellt somit die nördlichste Landmasse Hawaiis (ohne Nordwestliche Hawaii-Inseln) dar.
Das bis zu 35 m hohe Eiland mit markantem Plateau ist etwa 250 m lang, 170 m breit und weist eine Fläche von etwa 0,03 km² auf. Zahlreiche Seevögel wie der Schwarzfußalbatros (Phoebastria nigripes) oder der Bindenfregattvogel (Fregata minor) bevölkern die Insel, zwei Arten brüten auf ihr: Der Rotschwanz-Tropikvogel (Phaethon rubricauda) und der Keilschwanz-Sturmtaucher (Puffinus pacificus, hawaiisch: ʻuaʻu kani oder hōʻio). Mokuʻaeʻae ist daher, wie viele weitere kleine Inseln Hawaiis auch, ein Hawaiʻi State Seabird Sanctuary (Vogelschutzgebiet) und darf nicht betreten werden.